# Штеттфурт
Штеттфурт (нім. Stettfurt) — громада  в Швейцарії в кантоні Тургау, округ Фрауенфельд.

## Географія
Громада розташована на відстані близько 135 км на північний схід від Берна, 6 км на південний схід від Фрауенфельда.
Штеттфурт має площу 6,4 км², з яких на 9,4% дозволяється будівництво (житлове та будівництво доріг), 64,7% використовуються в сільськогосподарських цілях, 25,5% зайнято лісами, 0,5% не є продуктивними (річки, льодовики або гори).

## Демографія
2019 року в громаді мешкало 1224 особи (+9,1% порівняно з 2010 роком), іноземців було 8%. Густота населення становила 192 осіб/км².
За віковим діапазоном населення розподілялося таким чином: 24% — особи молодші 20 років, 59,6% — особи у віці 20—64 років, 16,3% — особи у віці 65 років та старші. Було 491 помешкань (у середньому 2,5 особи в помешканні).
Із загальної кількості 382 працюючих 180 було зайнятих в первинному секторі, 56 — в обробній промисловості, 146 — в галузі послуг.